# Tesfaye Gebre Kidan
Tesfaye Gebre Kidan (Scioa, 1935 – Addis Abeba, 2 giugno 2004) è stato un generale e politico etiope, Presidente della Repubblica Popolare Democratica d'Etiopia per una settimana nel tardo maggio 1991.

## Biografia
Prima di entrare nell'Accademia militare di Holetta, Tesfaye prese parte ad un corso di formazione di un anno per diventare un insegnante di scuola elementare. Dopo aver completato questo corso, fu assegnato alla provincia di Gamo Gofa. A causa della bassa paga e delle dure condizioni di vita, lasciò il suo lavoro di insegnante per entrare nell'accademia militare. All'accademia incontrò il futuro presidente dell'Etiopia Menghistu Hailé Mariàm, secondo le fonti di Gebru Tareke, insieme a Legesse Asfaw e Gebreyes Wolde Hana Tesfaye era parte del circolo interno di Menghistu, "il suo amico Menghistu lo conobbe più intimamente in tempi di poca pressione, giocarono e bevvero insieme a lui durante i giorni della sanguinosa faida all'interno del Derg". Mentre era colonnello Tesfaye era un membro del Derg, il comitato militare che aveva preso il potere in Etiopia deponendo l'imperatore Hailé Selassié, e che ordinò in seguito l'esecuzione dei suoi ufficiali e la presunta esecuzione dello stesso imperatore deposto. Tesfaye riportò diversi successi militari in Somalia e in Eritrea, come comandante delle forze vicino a Giggiga durante la Guerra dell'Ogaden.
Promosso al grado di Tenente generale, Tesfaye fu nominato come ministro della difesa incarico che detenne per un lungo periodo. Il 14 maggio 1988 fu nominato governatore militare e comandante generale in Eritrea. Venne richiamato ad Addis Abeba da Asmara per servire nel tribunale militare, che processò numerosi ufficiali di alto rango che avevano tentato di deporre Menghistu nel 1989 in seguito alla sconfitta nella Battaglia di Shire.
In seguito venne nominato vicepresidente e ministro della difesa della Repubblica Popolare Democratica d'Etiopia nell'aprile 1991. Divenne in seguito presidente ad interim il 21 maggio 1991 quando Menghistu si dette alla fuga allorché le forze del Fronte Democratico Rivoluzionario del Popolo Etiope (EPRDF) giunsero alle porte della capitale Addis Abeba.
Tesfaye prese il controllo di un regime ormai al collasso. Governò l'Etiopia per appena un mese, quando l'EPRDF marciò su Addis Abeba e conquistò il potere il 27 maggio 1991. Secondo una fonte contemporanea "le forze governative ormai si rivoltavano una contro l'altra". "I soldati volevano saccheggiare soltanto delle proprietà". Tesfaye informò l'incaricato degli affari statunitensi ad Addis Abeba che ormai non poteva più controllare la situazione. Tesfaye poté soltanto siglare un cessate il fuoco unilaterale prima di fuggire nell'ambasciata italiana. Il generale rimase soltanto un prigioniero virtuale nell'ambasciata. Mentre si trovava nell'ambasciata ebbe un ictus e si ritrovò su una sedia a rotelle. Si scontrò in varie riprese con il suo collega (ed ex ministro degli esteri) Berhanu Bayeh accusandolo costantemente di simpatizzare con il nemico (poiché la moglie era di origini eritree). Tesfaye ebbe in seguito una rissa con quest'ultimo ricevendo una ferita accidentale con un vetro perdendo sangue profusamente. Nel 2004 fu portato all'ospedale Menelik II dove fu pronunciata la sua morte. Bayeh lo aveva accompagnato all'interno dell'ambasciata giusto 13 anni prima.